# Birabiro eleusis
Birabiro eleusis is een vlinder uit de familie van de Lycaenidae, de kleine pages, vuurvlinders en blauwtjes. De wetenschappelijke naam voor deze soort is voor het eerst voorgesteld als Lycaena eleusis door Louis Demaison in een publicatie uit 1888.

## Verspreiding
De soort komt voor in Egypte, Niger, Tsjaad, Soedan, Senegal, Gambia, Guinea-Bissau, Burkina Faso, Ghana, Benin, Nigeria en Kameroen.

## Waardplanten
De rups van deze soort leeft op soorten van het geslacht Acacia (Fabaceae).